# Monocentrus parvus
Monocentrus parvus är en insektsart som beskrevs av Boulard 1971. Monocentrus parvus ingår i släktet Monocentrus och familjen hornstritar. Inga underarter finns listade i Catalogue of Life.